# 鲁瓦扬地区圣纳泽尔
鲁瓦扬地区圣纳泽尔（法語：Saint-Nazaire-en-Royans，法語發音：[sɛ̃ nazɛʁ ɑ̃ ʁwajɑ̃]），或纯音译作圣纳泽尔昂鲁瓦扬，是法国德龙省的一个市镇，属于瓦朗斯区。

## 地理
鲁瓦扬地区圣纳泽尔（45°3'33"N, 5°14'56"E）面积3.54 平方千米，位于法国奥弗涅-罗讷-阿尔卑斯大区德龙省，该省份为法国东南部内陆省份，北起顺时针与伊泽尔省、上阿尔卑斯省、上普罗旺斯阿尔卑斯省、沃克吕兹省和阿尔代什省接壤。
与鲁瓦扬地区圣纳泽尔接壤的市镇（或旧市镇、城区）包括：拉博姆多斯坦、拉莫特方雅、罗什希纳尔、圣瑞斯特德克莱、圣伊莱尔迪罗西耶。
鲁瓦扬地区圣纳泽尔的时区为UTC+01:00、UTC+02:00（夏令时）。

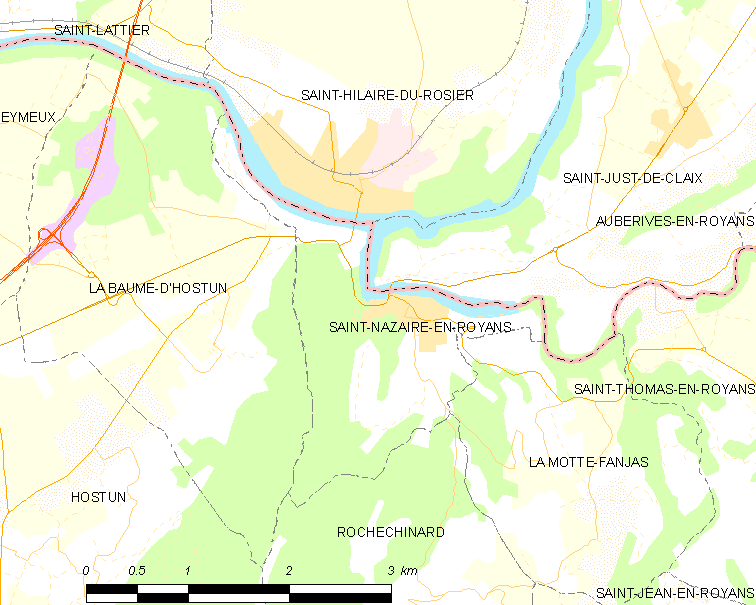
鲁瓦扬地区圣纳泽尔的OSM定位图

## 行政
鲁瓦扬地区圣纳泽尔的邮政编码为26190，INSEE市镇编码为26320。

## 政治
鲁瓦扬地区圣纳泽尔所属的省级选区为韦科尔-晨山县。

## 人口

1962-2008年间鲁瓦扬地区圣纳泽尔人口变化图示

鲁瓦扬地区圣纳泽尔于2022年1月1日时的人口数量为821人。